# Facidia rivulosum
Facidia rivulosum là một loài bướm đêm trong họ Erebidae.